# Seznam básní Andrewa Marvella
Toto je seznam básní Andrewa Marvella. Vytvořen byl dle druhého vydání komentované edice Longman Annotated English Poets, editor Nigel Smith, 2007

## Publikované v tisku před rokem 1650
- Ad Regem Carolum Parodia (lat.)
- Προς Κάρολον τον βασιλέα (jediná přeživší Marvellova  báseň v řečtině)
- An Elegy Upon the Death of My Lord Francis Villiers
- To his Noble Friend Mr Richard Lovelace, upon his Poems
- Upon the Death of Lord Hastings

## Publikované ve sbírceMiscellaneous Poems(1681)
- A Dialogue, Between the Resolved Soul, and Created Pleasure
- On a Drop of Dew
- Ros (lat.)
- The Coronet
- Eyes and Tears
- Bermudas
- Clorinda and Damon
- A Dialogue between the Soul and Body
- The Nymph Complaining for the Death of her Fawn
- Young Love
- To His Coy Mistress
- The Unfortunate Lover
- The Gallery
- The Fair Singer
- Mourning
- Daphnis and Chloe
- The Definition of Love
- The Picture of Little T.C. in a Prospect of Flowers
- Tom May's Death
- The Match

## The Mower Poems
- The Mower against Gardens
- Damon the Mower
- The Mower to the Glow-worms
- The Mower's Song
- Ametas and Thestylis Making Hay-Ropes
- Music's Empire
- The Garden
- Hortus
- To a Gentleman that only upon the sight of the Author's writing, had given a Character of his Person and Judgement of his Fortune Illustrissimo Viro Domino Lanceloto Josepho de Maniban Grammatomanti (lat.)
- Flecknoe, an English Priest at Rome
- Dignissimo suo Amico Doctori Wittie. De Translatione Vulgi Errorum D. Primrosii (lat.)
- To His Worthy Friend Doctor Witty upon His Translation of the Popular Errors
- On Mr Milton's Paradise Lost
- Inscribenda Luparae (lat.)
- Upon a Eunuch: a Poet
- In the French Translation of Lucan, by Monsieur De Brebeuf are these Verses (lat.)
- The Second Chorus from Seneca's Tragedy Thyestes
- Janae Oxenbrigiae Epitaphium (lat.)
- Johannis Trottii Epitaphium (lat.)
- Edmundi Trottii Epitaphium (lat)
- An Epitaph upon Frances Jones
- Epigramma in Duos Montes Amosclivum et Bilboreum. Farfacio (lat.)
- Upon the Hill and Grove at Bilbrough, To the Lord Fairfax
- Upon Appleton House, To My Lord Fairfax
- A Dialogue between Thyrsis and Dorinda
- The Character of Holland
- In Legationem Domini Oliveri St John ad Provincias Foederatas (lat.)
- A Letter to Doctor Ingelo, then with my Lord Whitelocke, Ambassador from the Protector to the Queen of Sweden (lat.)
- An Horatian Ode upon Cromwell's Return from Ireland
- The First Anniversary of the Government under His Highness the Lord Protector
- A Poem upon the Death of his Late Highness the Lord Protector
- In Effigiem Oliveri Cromwell (lat.)
- In eandem Reginae Sueciae transmissam (lat.)
- Two Songs at the Marriage of the Lord Fauconberg and the Lady Mary Cromwell

## Advice-to-a-Painter a související básně
- The Second Advice to a Painter
- The Third Advice to a Painter
- Clarendon's Housewarming
- The Last Instructions to a Painter

## Veršované satiry ze 70. let 16. století
- The Loyal Scot
- Bludius et Corona (lat.)
- Epigram: Upon Blood's attempt to steal the Crown
- The Statue in Stocks-Market
- The Statue at Charing Cross
- Scaevola Scoto-Brittannus